# Viile (okręg Teleorman)
Viile – wieś w Rumunii, w okręgu Teleorman, w gminie Scrioaștea. W 2011 roku liczyła 5 mieszkańców.